# Sarah McCoy
Sarah McCoy (* 27. Mai 1985 in Pine Plains, New York) ist eine amerikanische Jazz- und Popmusikerin (Gesang, Piano, Songwriting).

## Leben und Wirken
McCoy wuchs in Charleston (South Carolina) als Tochter einer ehemaligen Nonne und eines Kriegsveteranen auf. Als Jugendliche erhielt sie klassischen Pianounterricht, begann Lieder zu schreiben und entdeckte, dass sie singen könne. Sie schlug sich in Kalifornien als Straßenmusikerin durch, bis sie 2011 nach New Orleans zog. Dort arbeitete sie als Sängerin und Pianistin in den Clubs der Stadt.
2013 wurde McCoy dort von dem französischen Filmemacher Bruno Moynie entdeckt, der einen Dokumentarfilm über sie drehte. Er überredete sie zu einer ersten Konzertreise durch Frankreich, der sich in den nächsten Jahren weitere Tourneen anschlossen. 2018 nahm sie für Blue Note Records ihr Major-Debütalbum Blood Siren auf, das sie gemeinsam mit Renaud Letang und Chilly Gonzales produzierte. Darauf ist ihr Gesang „dunkel und rau, hat einen beinah morbiden Zwang. Ihr Klavier dominiert, ab und an klingt eine traumverlorene Akustikgitarre an, einmal croont sie zum Fender Rhodes.“
McCoy präsentierte sich 2022 bei Jazzopen Stuttgart und auf dem Montreux Jazz Festival. Im Juli und Oktober 2022 sowie Anfang Januar 2023 erschienen drei Songs als Singles, die auf McCoys am 27. Januar 2023 veröffentlichtem zweiten Album High Priestess enthalten sind.
McCoy ist auch auf dem Album Malamore (2016) von The Limiñanas zu hören.